# Thorichthys
Genre
Thorichthys est un genre de poissons de la famille des Cichlidae et de l'ordre des Cichliformes.
Les Meeki sont adaptés à l'aquarium communautaire, mais ils peuvent devenir agressifs envers d'autres individus de la même espèce lors de la période de ponte.

## Description
Le dimorphisme sexuel est présent, bien que limité dans cette espèce. Les mâles sont généralement plus grands (jusqu'à 15 cm de plus), que les femmes avec une coloration brillante et plus rouge autour de la gorge, ils ont aussi un aileron dorsal et anal plus pointu.
Son nom commun, Gorge de feu, est dérivé de la coloration rouge-orange lumineuse sur la face inférieure de sa mâchoire. Les mâles en particulier évasent leurs branchies montrant leur gorge rouge dans une attitude menaçante visant à éloigner les rivaux masculins de leur territoire.

## Répartition et habitat
Les Thorichthys se rencontre principalement en Amérique centrale. Ils se retrouvent dans les rivières de la péninsule du Yucatán, au Mexique, au sud au Belize et dans le nord du Guatemala. Leur habitat naturel est généralement composé d'une eau peu profonde, souvent trouble, et dont le pH se situe entre 6,5 et 8,0. Il se tiennent dans des rivières à faible débit. Leur présence a également été signalée dans des réseaux de grottes souterraines. En tant que poissons à répartition tropicale, le Meeki vit en eau chaude, c'est-à-dire dans une température variant de 23 à 30 degrés.

## Comportement
Cette espèce pond des œufs. Comme la plupart des cichlidés, les soins du couvain sont très développés. Les Thorichthys forment des couples monogames et pondent sur des surfaces planes de roches, de feuilles ou sur du bois de grève submergé. Les mâles reproducteurs sont principalement responsables de la défense du territoire, tandis que les femmes sont plus intensément impliquées dans l'élevage des alevins, cependant les deux parents guident les têtards en quête de nourriture. Ce Cichlidé est omnivore et opportuniste dans sa stratégie d'alimentation.

## Liste des espèces
Selon FishBase (26 janv. 2017) :
- Thorichthys affinis (Günther, 1862)
- Thorichthys aureus (Günther, 1862)
- Thorichthys callolepis (Regan, 1904)
- Thorichthys ellioti Meek, 1904
- Thorichthys helleri (Steindachner, 1864)
- Thorichthys meeki Brind, 1918
- Thorichthys pasionis (Rivas, 1962)
- Thorichthys socolofi (Miller & Taylor, 1984)

## Galerie

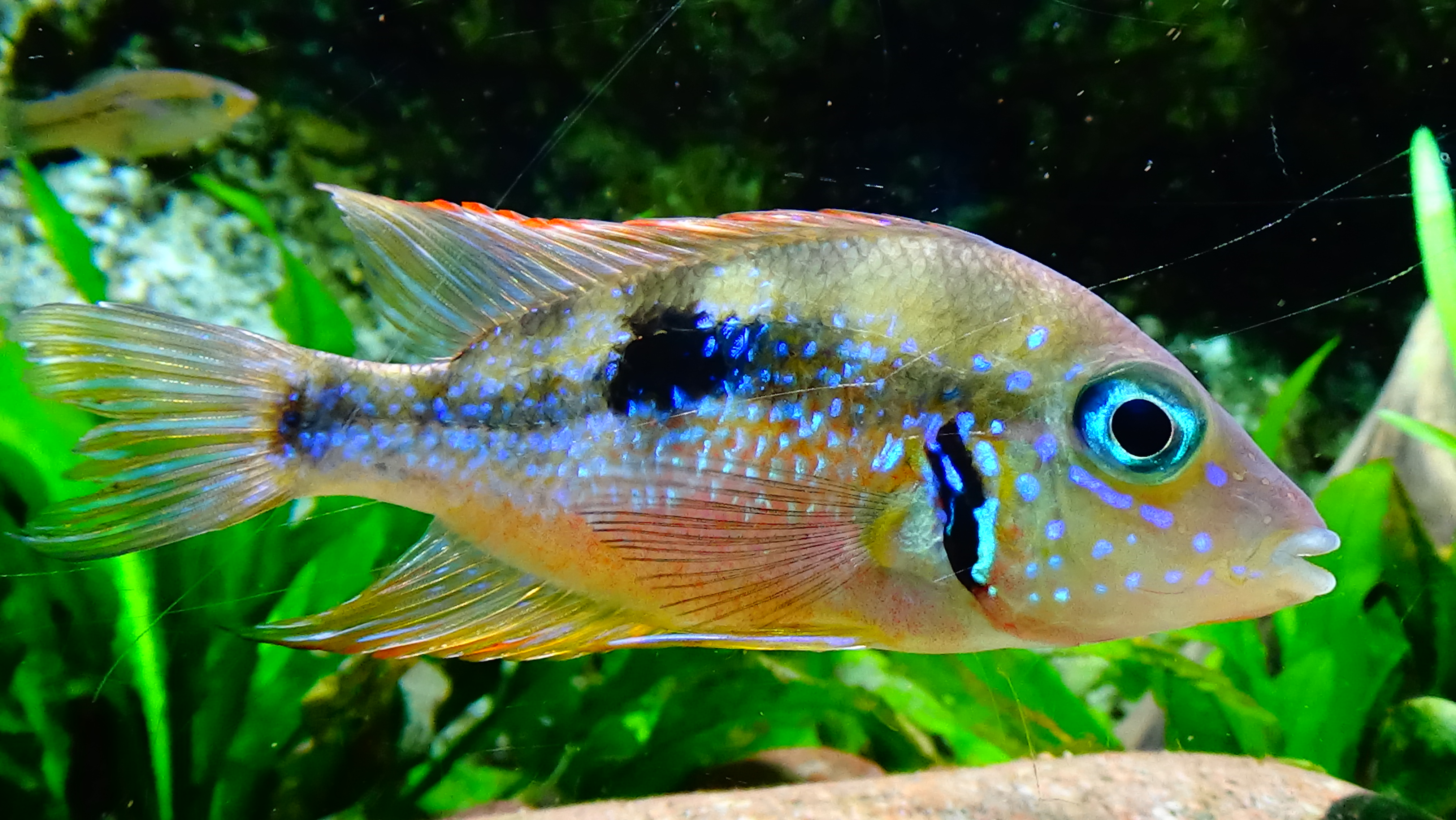
Thorichthys aureus
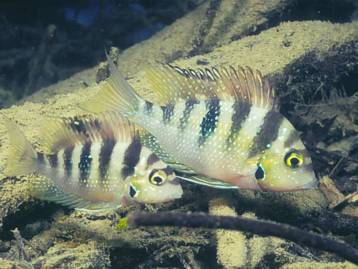
Thorichthys helleri
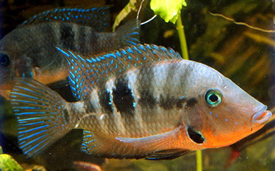
Thorichthys meeki